# Alberto Barsotti
Alberto Barsotti (29 febbraio 1964) è un ex mezzofondista italiano.

## Palmarès
| Anno | Manifestazione   | Sede      | Evento      | Risultato  | Prestazione | Note                          |
| ---- | ---------------- | --------- | ----------- | ---------- | ----------- | ----------------------------- |
| 1983 | Europei juniores | Schwechat | 800 m piani | Bronzo     | 1'48"44     |                               |
| 1985 | Europei indoor   | Atene     | 800 m piani | Batteria   | 1'49"99     | Miglior prestazione personale |
| 1986 | Europei          | Stoccarda | 800 m piani | Batteria   | 1'48"53     |                               |
| 1990 | Europei          | Spalato   | 800 m piani | Semifinale | 1'48"13     |                               |

## Campionati nazionali
1985
- Oro ai campionati italiani assoluti, 800 m piani - 1'49"71
- Oro ai campionati italiani assoluti indoor, 800 m piani - 1'50"67

1986
- Oro ai campionati italiani assoluti, 800 m piani - 1'47"88

1987
- Argento ai campionati italiani assoluti indoor, 800 m piani - 1'50"15

1988
- Argento ai campionati italiani assoluti indoor, 800 m piani - 1'49"17

1989
- Oro ai campionati italiani assoluti, staffetta 4x400 m - 3'10"76 (in squadra con Roberto Ribaud, Alberto Pinna e Mauro Zuliani)

## Altre competizioni internazionali[1]
1984
- 6º al Golden Gala ( Roma), 800 m piani - 1'49"54

1990
- Argento al Golden Gala ( Bologna), 800 m piani - 1'46"33

1991
- 7º al Golden Gala ( Roma), 400 m piani - 47"31